# Sainte-Gemme (Deux-Sèvres)
Sainte-Gemme – miejscowość i gmina we Francji, w regionie Nowa Akwitania, w departamencie Deux-Sèvres. Nazwa miejscowości pochodzi od imienia św. Gemmy.
Według danych na rok 1990 gminę zamieszkiwało 317 osób, a gęstość zaludnienia wynosiła 36 osób/km² (wśród 1467 gmin regionu Poitou-Charentes Sainte-Gemme plasuje się na 700. miejscu pod względem liczby ludności, natomiast pod względem powierzchni na miejscu 893.).